# 村尾重雄
村尾 重雄（むらお しげお、1901年（明治34年）10月7日 - 1989年（平成元年）11月10日）は、日本の労働運動家、政治家。参議院議員（4期）。

## 経歴
大阪市北区天神橋で生まれた。小学校卒業後、印刷工、鉄工などとして働いた。
1920年、大日本労働総同盟友愛会に加わり、その後、同会大阪支部常任書記を務め、多くの労働争議に参加して投獄されたこともあった。1926年に労働農民党に参加し、以降社会民衆党、社会大衆党の各党員となり、大阪市会議員や1939年に大阪府会議員も務めた。
戦後、総同盟の再建に加わった。日本社会党に入党し、1947年4月、第1回参議院議員通常選挙に大阪地方区から出馬して当選（任期3年）。第2回、第5回、第8回通常選挙でも当選し、参議院議員を通算4期務めた。1959年、社会党を離党し、1960年、民主社会党の結成に加わった。この間、参議院人事委員長、同科学技術振興対策特別委員長、民主社会党大阪府連顧問、全労大阪会議議長、1952年全日本労働総同盟副会長、同顧問、全国化学産業労働組合同盟（全国化学一般労働組合同盟）会長、民社党大阪府支部連会長、同中央執行委員などを歴任した。
1966年秋の褒章で長年、労働組合要職について労働者の教育啓蒙に尽くすなど労働運動の健全な発展に寄与したとして藍綬褒章受章。
1971年秋の叙勲で勲二等旭日重光章受章。
1989年11月10日死去、88歳。死没日をもって正四位に叙される。

## 伝記
- 速水良祐『大地をふみしめて : 村尾重雄伝』大阪同盟二十周年記念誌刊行委員会、1988年。